# Schedorhinotermes makilingensis
Schedorhinotermes makilingensis es una especie de termita subterránea del género Schedorhinotermes, de la familia Rhinotermitidae, orden Blattodea.

## Distribución
Se distribuye por Filipinas.

## Taxonomía
Fue descrita por Acda en 2007.
Tratamiento taxonómico
La especie aparece registrada y publicada en Schedorhinotermes makilingensis, a new species of subterranean termite (Isoptera: Rhinotermitidae) from the Philippines. Sociobiology, 50(1), 163–171.